# Vladimir (cidade)
Vladimir (em russo: Владимир) é uma cidade da Rússia, o centro administrativo do Oblast de Vladimir e localizado próximo ao rio Kliazma, 200 km a leste de Moscou. À data do recenseamento de 2002 tinha 315 954 habitantes. 
Vladimir foi uma das capitais medievais da Rússia. Foi fundada em 1108 por Vladimir II Monômaco.
A cidade de Vladimir é a sede do Estádio Torpedo e do FC Torpedo Vladimir, que participa do Campeonato Russo de Futebol.